# Shuvinai Ashoona

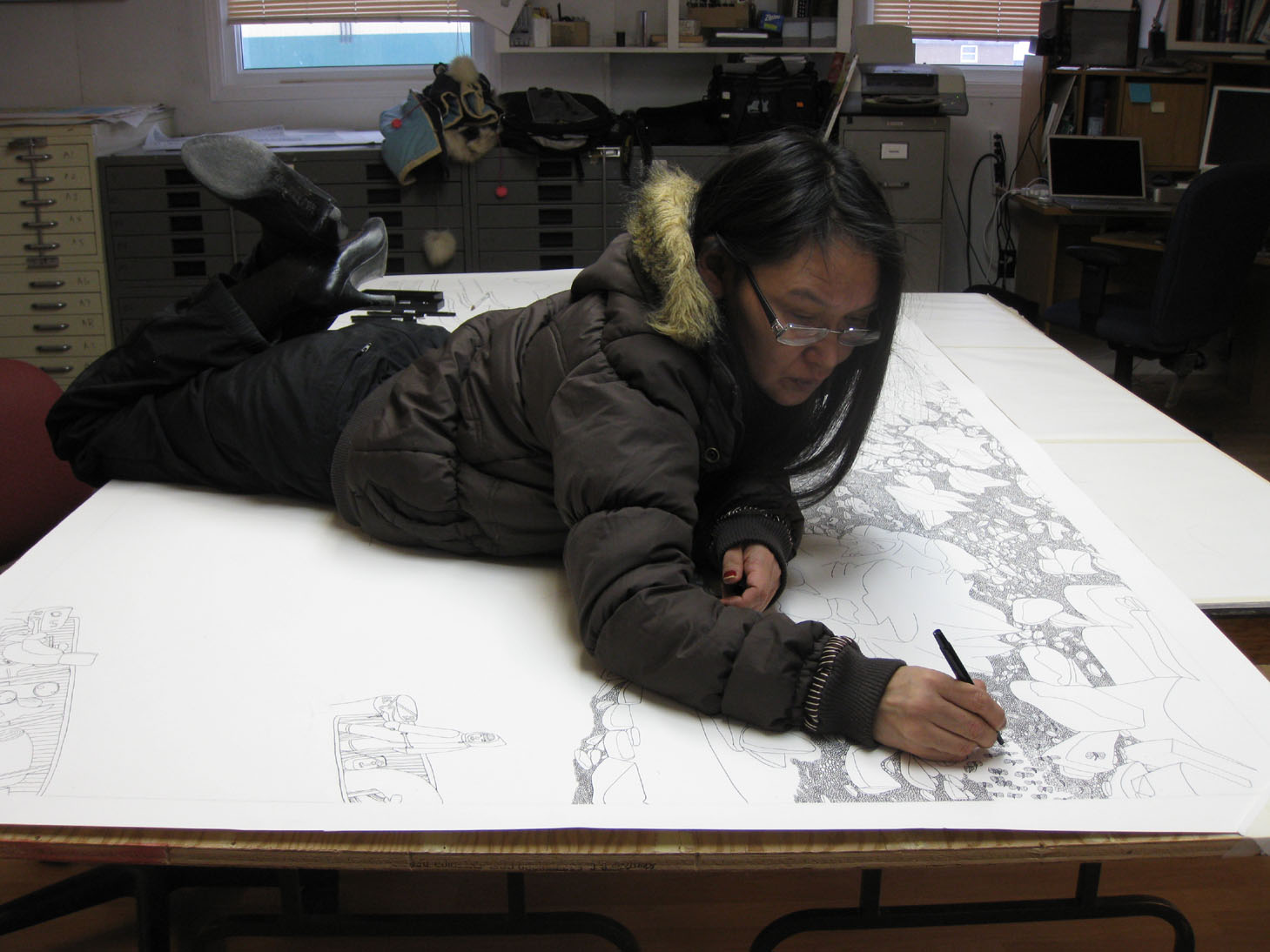
Shuvinai Ashoona, 2008

Shuvinai Ashoona (Inuktitut: ᓱᕕᓂ ᐊᓱᓇ, * August 1961 in Cape Dorset, jetzt Kinngait, Nunavut) ist eine Inuit-Künstlerin, welche insbesondere detaillierte Buntstift-Zeichnungen arktischer Landschaften und des zeitgenössischen Lebens der Inuit anfertigt.

## Leben
Ashoona ist die Tochter des Bildhauers Kiugak Ashoona und der Grafikkünstlerin Sorosilooto Ashoona und Enkelin der Inuit-Künstlerin Pitseolak Ashoona. Des Weiteren ist sie verwandt mit den Künstlerinnen Napachie Pootoogook, ihrer Tante, und Annie Pootoogook, ihrer Kusine. Sie besuchte die High School in Iqaluit, kehrte jedoch mit ihrer Tochter bald in die Kinngait-Region zurück und lebte dort in für eine Weile in Luna Bay und Kangiqsualujjuaq. Diese Erfahrungen inspirieren ihre detaillierten und lebhaften Zeichnungen des  Inuit Nunangat (Inuit Heimatland). Die Familie Ashoona kehrte in den späten 1980er Jahren nach Kinngait zurück, wo Shuvinai Ashoona die Kinngait-Studios besuchte. Dort wurde ihr Kunststil sowohl von ihren Tanten und Studiomitgliedern Napachie Pootoogook und Mayoreak Ashoona beeinflusst, als auch von Kenojuak Ashevak.

## Künstlerische Karriere
Ashoonas Zeichnungen sind durch die Natur und ihre Fantasie inspiriert und erzielen auf Papier oft einen gedrängten Effekt. Wiederkehrende Motive in ihren Werken sind Eierformen, die Kudlik, das Ulu sowie historischen Ereignissen und Objekten wie der SS Nascopie, welche bis zu ihrem Schiffbruch 1947 Ashoonas Heimatstadt mit Gütern versorgte. Im Gegensatz zu den Inuit-Künstlern vor ihr befasst sie sich mit dem nunavutischen Leben des 21. Jahrhunderts.
Ihre ersten Zeichnungen, welche sich in den Archiven des Kinnigait Studios befinden, stammen aus dem Jahre 1993. In diesen frühen Werken zeichnet Ashoona mit schwarzem Filzstift kleine, detaillierte, monochrome Landschaften, auf denen oft steiniges Terrain aus der Vogelperspektive zu sehen sind. Diese Landschaften stellen meist die Umgebung Kinngaits dar und beinhalten oft fantastische Elemente wie Treppen, die ins Nichts führen. Die Landschaften sind meist menschenleer und wirken introspektiv.
Aufgrund ihres komplexen und aufwändigen Zeichenstils benötigte Ashoona Jahre, um genügend Werke für eine Ausstellung zu erschaffen. 1997 wurden zwei ihrer Radierungen in die Cape Dorset print collection aufgenommen, 1999 fand ihre erste große Ausstellung Three Women, Three Generations: Drawings by Pitseolak Ashoona, Napatchie Pootoogook and Shuvinai Ashoona statt, welche von Jean Blodgett kuratiert und in der McMichael Canadian Art Collection in Kleinburg, Ontario, ausgestellt wurde. Eines ihrer sechs Werke aus dieser Schaffensperiode, Rock Landscape, wurde 2001 von der National Gallery of Canada erworben und 2003 in der CBC-Radioserie All in a Day (One Treasure at a Time) ein Beitrag gewidmet.
In den frühen 2000ern begann Ashoona, mit Buntstiften zu zeichnen und in diesen Werken Menschen, ihre Behausungen und Werkzeuge in imposanten Topographien darzustellen, beispielsweise in ihrem Werk Composition (Sewage Truck) (2007-8), welches sich in der Samuel and Esther Sarick Collection der Art Gallery of Ontario befindet.
Durch ihre Karriere hindurch prägt Ashoona die interne Kosmologie ihrer Kunst immer stärker aus, wobei sie Eier, Spielkartenfarben, Globusse und Textschnipsel immer wieder aus Motive auftauchen lässt. Ihr kollaboratives Werk Earth and Sky (mit John Noestheden) prämierte 2009 auf der Art Basel im Rahmen der Stadthimmel-Konstellation, wurde 2012 im Rahmen der Biennale of Sydney All Our Relations und in der Justina M. Barnicke Gallery der University of Toronto ausgestellt, zusammen mit der in Toronto angesiedelten Künstlerin Shary Boyle. Boyle und Ashoona kollaborierten 2015 in der Wanderausstellung Universal Cobra.
Um ca. 2009 begann Ashoona, planetare Welten als Motiv zu verwenden, indem sie Mensch, Tier und Hybride aus diesen mit blauen und grünen Planeten interagierend darstellte, wie zum Beispiel in ihrer 2012er Ausstellung Shuvinai's World(s) in der Feheley Fine Arts Galerie in Toronto, September 2012. In jener und in der Marion Scott Gallery in Vancouver wird sie regelmäßig ausgestellt. Zusammen mit ihrer Tante Napachie Pootoogook und ihrer Kusine Annie Pootoogook wurde Ashoona 2012 ausgewählt, ihre Kunst auf der Oh, Canada-Ausstellung des Massachusetts Museum of Contemporary Art auszustellen – einer von Denise Markonish kuratierten Ausstellung für zeitgenössische kanadische Kunst.
Mapping Worlds, ein Überblick über Ashoonas Werke, wurde 2019 von der The Power Plant-Gallerie in Toronto organisiert und ausgestellt. Als Ashoonas erste große Soloausstellung reiste Mapping Worlds 2020 weiter, mitunter zu der Leonard and Bina Ellen Art Gallery der Concordia University (Montréal) und der Vancouver Art Gallery.
Außerhalb Kanadas wurde Ashoona im Glasgow Centre for Contemporary Arts, Schottland, ausgestellt.
Ashoona ist das Subjekt der unter der Regie von Marcia Connolly gedrehten Kurzdokumentation Ghost Noise (2010). Der Musiker Kevin Hearn widmete ihr das Lied "Midnight Sun", für welches sie Gitarre spielte.

## Preise und Auszeichnungen
- 2018: Gershon Iskowitz Prize der Gershon Iskowitz Foundation[31][32][33]
- 2022: Artistic Achievement Award, Governor General’s Awards in Visual and Media Arts (GGArts)[34]